# Wahl zur verfassungsgebenden Versammlung in Danzig 1920
- USPD: 21
- SPD: 19
- Polen: 7
- DDP: 10
- FWV: 12
- Z: 17
- DNVP: 34

Die Wahl zur verfassungsgebenden Versammlung in Danzig am 16. Mai 1920 war die erste Wahl in der künftigen Freien Stadt Danzig. Dadurch, dass sich die verfassungsgebende Versammlung nach der Verabschiedung der Verfassung der Freien Stadt Danzig zum ersten Volkstag erklärte, wurden mit ihr auch die Volkstagsabgeordneten der ersten Wahlperiode (1920–1923) bestimmt.

## Ausgangssituation
Nach der Niederlage im Ersten Weltkrieg büßte das Deutsche Reich große Landesteile ein. Danzig wurde gegen den Willen der deutschen Danziger, die lieber beim Reich geblieben wären und gegen den Willen der polnischen Minderheit, die einen Anschluss an Polen vorgezogen hätte und ohne Abstimmung als „Freie Stadt“ vom Reich abgetrennt.
Im Friedensvertrag von Versailles war in Artikel 103 festgelegt: „Die Verfassung der Freien Stadt Danzig wird im Einvernehmen mit einem Oberkommissar des Völkerbunds von ordnungsgemäß berufenen Vertretern der Freien Stadt Danzig ausgearbeitet. Die Verfassung wird von dem Völkerbund gewährleistet.“.
Nachdem seit September 1919 ein Unterausschuss zur Vorbereitung der Verfassung vorbereitet hatte, musste 1920 eine Verfassungsgebende Versammlung gewählt werden.
Ein Stimmungsbild hatte die Wahl zur verfassunggebenden Deutschen Nationalversammlung in Danzig am 19. Januar 1919 ergeben.
| Ergebnis im Landkreis und Stadtkreis Danzig. | Stimmen   | Stimmen |
| Ergebnis im Landkreis und Stadtkreis Danzig. | überhaupt | v.H.    |
| Wahlberechtigte                              |           |         |
| Wähler                                       |           |         |
| Wahlbeteiligung                              |           |         |
| ungültige Stimmen                            |           |         |
| gültige Stimmen                              | 144.577   |         |
| davon:                                       |           |         |
| Sozialdemokratische Partei                   | 55.677    | 38,51   |
| Deutsche demokratische Partei                | 34.375    | 23,78   |
| Christliche Volkspartei                      | 23.516    | 16,27   |
| Deutschnationale Volkspartei                 | 22.168    | 15,33   |
| Unabhängige sozialdemokratische Partei       | 8.841     | 6,12    |

Die Kommunalwahlen am 14. Dezember 1919 zeigten jedoch ein anderes Bild. Sie führten zu einem deutlichen Erstarken der DNVP bei Verlusten der Sozialdemokraten und der DDP und trafen die Stimmung der Bevölkerung bei der Wahl zur Verfassungsgebenden Versammlung besser.
Die Parteien, die zur Wahl standen, entsprachen weitgehend denen im Reich.
Die Liste der Deutschnationalen Volkspartei mit 50 Kandidaten wurde vom Generalsuperintendenten Wilhelm Reinhard angeführt. Mit 77 Kandidaten hatte die DDP unter Spitzenkandidat Alfred Schmiljan die längste Liste. Das Zentrum stellte 30 Kandidaten auf; Listenführer war der Weinhändler Karl Fuchs. Eine Besonderheit in Danzig war die Freie Wirtschaftliche Vereinigung. Rechtsanwalt Rudolph Keruth führte die Liste an, die liberale Positionen vertrat, aber eine ständische Gesellschaftsordnung anstrebte.
Auf der Seite der Linken trat die Sozialdemokratische Partei der Freien Stadt Danzig unter Listenführer Amtsrichter Hans Zint, die 60 Kandidaten benannt hatten und die 30 Kandidaten der USPD mit Johannes Mau an der Spitze, an.
Neben den Parteien der deutschsprachigen Mehrheit trat auch eine Liste der kleinen polnischen Minderheit an. Listenführer dieser 28 Kandidaten umfassenden Liste war Dr. Franz Kubacz, der auch die polnische Fraktion nach der Wahl führen sollte.

## Wahlergebnisse
| 16. Mai 1920, Wahl zur verfassungg. Versammlung    | Stimmen   | Stimmen | Sitze  | Sitze |
| 16. Mai 1920, Wahl zur verfassungg. Versammlung    | überhaupt | v.H.    | überh. | v.H.  |
| Wahlberechtigte                                    | 219.149   | 66,28   |        |       |
| Wähler                                             | 153.488   |         |        |       |
| Wahlbeteiligung                                    |           | 70,04   |        |       |
| ungültige Stimmen                                  | 254       | 0,17    |        |       |
| gültige Stimmen                                    | 153.234   | 99,83   | 120    |       |
| davon:                                             |           |         |        |       |
| Deutschnationale Partei                            | 43.206    | 28,20   | 34     | 28,33 |
| Unabhängige sozialdemokratische Partei             | 26.734    | 17,45   | 21     | 17,50 |
| Sozialdemokratische Partei der Freien Stadt Danzig | 24.409    | 15,93   | 19     | 15,83 |
| Zentrumspartei                                     | 21.262    | 13,88   | 17     | 14,17 |
| Freie Wirtschaftliche Vereinigung                  | 14.878    | 9,71    | 12     | 10,00 |
| Deutsche demokratische Partei                      | 13.424    | 8,76    | 10     | 8,33  |
| Polnische Partei                                   | 9.321     | 6,08    | 7      | 5,83  |

Für die gewählten Abgeordneten siehe die Liste der Mitglieder des 1. Danziger Volkstages.

## Folgen
In der verfassungsgebenden Versammlung hatte sich eine breite bürgerliche Mehrheit ergeben. Die Verfassung der Freien Stadt Danzig wurde durch diese Mehrheit geprägt.
Nach der Proklamation der Freien Stadt Danzig am 15. November 1920 wählte die verfassungsgebende Versammlung am 6. Dezember 1920 den ersten Senat der Freien Stadt Danzig. Es hatte sich eine bürgerliche Koalition aus DNVP, Zentrum, DDP und der ebenfalls liberalen Freien Wirtschaftlichen Vereinigung gebildet. Die Sozialdemokraten standen in Opposition. An der Spitze des Senats Sahm I stand der parteilose Heinrich Sahm, der bisherige Oberbürgermeister, der 68 von 120 Stimmen erhielt. Als ehrenamtliche Senatoren wurden 4 deutschnationale, 4 Zentrumsmitglieder und 5 liberale Politiker gewählt.